# Фіш Геннадій Львович
Фіш Геннадій Львович (нім. Fish Gennadij; нар. 20 квітня 1973, Сімферополь) — німецький шаховий гросмейстер українського походження.

## Життєпис
З 1995 року виступає за Федерацію шахів України; 
1996 року посів сьоме місце в особистому  заліку чемпіонаті України в Ялті; 
З 1 листопада 2001 року виступає за Федерацію шахів Німеччини;
2001 року виграв турнір в м. Куксхафені;
У 2002 і 2004 роках виграв відкритий індивідуальний чемпіонат Бремена;
2004 року виграв Chess Org Cup Open у Бад-Цвішеннані ;
2005 року виграв  Delme Open у Дельменгорсті; 
2004 і 2005 — чемпіон  м. Бремер. Бліц; 
2005 — Чемпіонат Німеччини (11 місце)  у м. Альтенкірхені (Вестервальд) ;
До 2004 року виступав за « Бремер Шахгезелшафт фон 1877» ;
З 2004 року виступає за бременський «Вердер» (Німеччина), з яким у сезоні 2004/05 став чемпіоном Німеччини;
З червня 2007 року виборов звання гросмейстер.
Виступав у французькій національній лізі.
ELO Classic:	2445
ELO Blitz:	2400